# Тюлень (подводная лодка)
«Тюле́нь» — подводная лодка Российского императорского флота типа «Морж». Спущена на воду 19 октября 1913 года. Принята на вооружение 20 марта 1913 года. Подлодка оснащена дизельными двигателями и аккумуляторными батареями в январе 1915 года. В период Первой мировой войны на Чёрном море одержала 53 победы, потопив суда и корабли суммарным тоннажом 7 917 брт, что является по сей день абсолютным рекордом по количеству побед за всю историю подводного флота Российской Империи, СССР и России.

## Конструкция
Все три подводные лодки типа «Морж» обладали практически одинаковыми тактико-техническими характеристиками. Различие заключалось лишь в дополнительных артиллерийских орудиях, изначально не предусмотренных проектом. «Моржу» (как и «Нерпе») достались два орудия — 47-мм и 57-мм. Также подлодки различались установленными на них радиостанциями. По данным на начало 1917 года на «Морже» был установлен аппарат Дюфлона образца 1914 года.

## История
Участвовал в 1-й мировой войне на Чёрном море. Боевой счет корабля был открыт 28 июля 1915, когда торпедой был потоплен турецкий пароход к востоку от острова Кефкен. ПЛ «Тюлень» в период Первой мировой войны в составе Черноморского флота одержала 53 победы, потопив суда и корабли суммарным тоннажом 7 917 брт. Это рекорд по количеству побед за всю историю подводного флота Российской Империи, СССР и России.
Из этого числа 36 побед над судами общим водоизмещением 8973 брутто-регистровые тонны одержаны под командованием Георгиевского кавалера Михаила Александровича Китицына, который по количеству побед стал лучшим российским подводником первой мировой войны, а по тоннажу — вторым после командира балтийской ПЛ «Волк» И. В. Мессера.
Особенно знаменательна победа ПЛ «Тюлень» в артиллерийском бою над германо-турецким военным транспортным пароходом «Родосто» водоизмещением в 6 000 тн 28 сентября 1916 года у острова Кефкен. «Родосто» превосходил «Тюлень» в артиллерии, имея на борту два 88-мм и 57-мм орудия, а в экипаже было несколько немецких моряков. В ходе боя «Тюлень» выпустил 46 снарядов, добившись 13-ти попадания в цель, «Родосто» произвёл до 30 безрезультатных выстрелов в ответ. В результате боя часть команды бежала с повреждённого и загоревшегося «Родосто» на шлюпках, а сам он был захвачен подводниками вместе с брошенными на борту 8 моряками (из них 6 оказались германскими офицерами и матросами) и отведён в Севастополь.
В мае 1917 года «Тюлень» получил новую аккумуляторную батарею, снятую со строящейся подводной лодки «Буревестник», вместо своей порядком изношенной за годы войны. Последний поход лодка выполнила в начале октября 1917 года, захватив турецкий пароход «Козлу».
После подписания большевиками Брестского мира в марте 1918 года, ПЛ «Тюлень» была захвачена в Севастополе германскими войсками. При уходе немцев в декабре 1918 года ПЛ передана Белому движению. Весной 1919 года в ходе Крымской эвакуации в составе отряда кораблей своим ходом перешёл в Новороссийск.
Летом 1920 года использовался для разведки, скрытной доставки и снабжения сил на занятом Красной армией побережье, посменно с подводной лодкой «Утка».
«Тюлень» в составе Русской эскадры был уведён белогвардейцами в Бизерту. В 1930 году пущена на слом во Франции.

## Командиры
- Бачманов П. С. (24.12.1914-09.09.1915)
- Марков 2-й М. В. (09.09.1915-16.09.1915) ВРИД
- капитан-лейтенант, капитан 2-го ранга Китицын М. А. (16.09.1915-02.09.1917)
- старший лейтенант Крафт М. Е. (1917—1918), капитан 2-го ранга  (1920)
- Погорецкий В. В. (1919—1920)
- Копьёв М. В. (1919) ВРИО, (1920—1921) в Русской эскадре
- старший лейтенант Оффенберг С. В. (2.07.1920–21.11.1920)[7],
- капитан 2-го ранга Копьёв М. В. (1920—1921) в Русской эскадре
- Афанасьев П. Л. (1921—1922).